# Gazell
Pour les articles homonymes, voir Gazelle (homonymie).

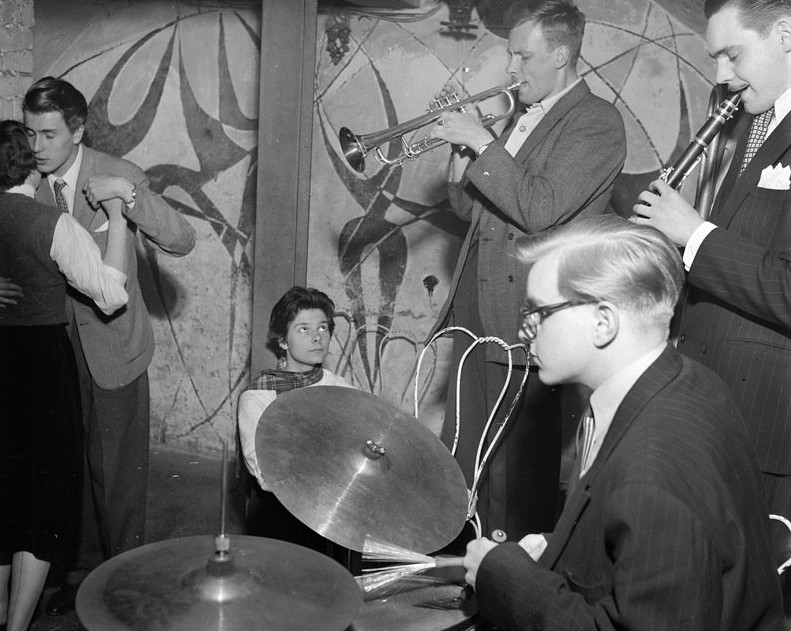
Club de jazz "Gazell Club", 1952.

Gazell est le label d'une compagnie de disque indépendante, suédois.
En 1949, John Engelbrektdirige un label de jazz de Stockholm qu'il vend au Sonet Records, de Gunnar Bergström et Sven Lindholm,, puis Polygram en 1991, et en 2004, Bonnier Music Publishing. avant de changer de nom, Bonnier Gazell.